# (15929) Ericlinton
(15929) Ericlinton est un astéroïde de la ceinture principale.

## Description
(15929) Ericlinton est un astéroïde de la ceinture principale. Il fut découvert le 22 novembre 1997 à Kitt Peak par le projet Spacewatch. Il présente une orbite caractérisée par un demi-grand axe de 3,17 UA, une excentricité de 0,12 et une inclinaison de 1,5° par rapport à l'écliptique.

## Compléments